# Chonburi Blue Wave Futsal Club
O Chonburi Blue Wave Futsal Club (em Tailandês: สโมสรฟุตซอลชลบุรี บลูเวฟ) é clube de futebol de salão tailandês da cidade de Chonburi.

## História
O clube foi fundado em 2006 e se afiliou com a Liga Tailandesa de Futsal para disputar a primeira edição do torneio. A equipe venceu a Liga duas vezes, em 2006 e 2009, antes de acabar com o elenco provisório. Depois disso, a equipe voltou sob controle da Chonburi Sports Association e do Chonburi Football Club com o nome de Government Housing Bank RBAC Chonburi Futsal Club (encurtado como GHB-RBAC Chonburi Futsal Club). Então, finalmente a equipe voltou a usar o antigo nome Chonburi Blue Wave e se tornou campeão da Liga em mais quatro oportunidades: 2010, 2011, 2012-13 e 2014.

## Títulos

### Continentais
- Campeonato Asiático de Clubes (2): 2013 ,2017

### Nacionais
- Liga Tailandesa de Futsal (8): 2006 ,2009 ,2010 ,2011, 2012-13 ,2014 ,2015 ,2016